# У Ї
У Ї (кит. трад.: 武乙; піньїнь: Wu Yi) — правитель Китаю з династії Шан, син і спадкоємець Ґен Діна.

## Правління
У 21-й рік правління У Ї помер голова родини Чжоу Коуфу, який був васалом Шан. У 30-й рік його правління Чжоу здійснили напад на одне з варварських племен, іцюй, завдавши йому поразки. Сима Цянь зазначав, що У Ї мав двох синів від різних матерів, між якими після смерті правителя почалась боротьба за владу, в результаті чого їм обом завдали поразки Чжоу, взявши під свій контроль землі іцюй. Згодом Чжоу завоювали території ще 20 племен, таким чином сягнувши значної могутності та впливу в регіоні.